# جاوید احسانی شکیب
جاوید احسانی شکیب یک ورزشکار معلول اهل ایران در رشته دو و میدانی است.

## افتخارات
- کسب نشان برنز ماده پرتاب وزنه در پارالمپیک ۲۰۱۶ به میزبانی ریودوژانیرو برزیل.[۱]